# 義和 (北涼)
義和（431年-433年四月）是十六国時期北涼君主，太祖武宣王沮渠蒙逊的年號，共計2年餘。
甘肅出土的石刻有“……緣禾三年嵗次甲戌”字樣。。學者認爲義和年號可能緣和之錯誤，但“緣禾三年嵗次甲戌”則指“緣禾元年”應為壬申年，與史書記載的義和的干支不合。

## 纪年
| 義和 | 元年  | 二年  | 三年  |
| ---- | ----- | ----- | ----- |
| 公元 | 431年 | 432年 | 433年 |
| 干支 | 辛未  | 壬申  | 癸酉  |

## 参看
- 中国年号列表
- 同期存在的其他政权年号
  - 元嘉（424年八月—453年十二月）：南朝宋皇帝宋文帝刘义隆的年号
  - 胜光（428年二月-431年六月）：夏国政权赫连定年号
  - 太平（409年十月-430年十二月）：北燕政权冯跋年号
  - 太兴（431年正月-436年五月）：北燕政权冯弘年号
  - 神䴥（428年二月-431年十二月）：北魏政权魏太武帝拓跋燾年号
  - 延和（432年正月-435年正月）：北魏政权魏太武帝拓跋燾年号
  - 泰始（432年正月-437年四月）：南朝時益州領導趙廣、程道養年号